# Robert Garrett
Robert S. Garrett (Baltimore, 24 de maig de 1875 - 25 d'abril de 1961) va ser un atleta dels Estats Units que va competir al tombant del segle XX. També fou banquer i filantrop a Baltimore, i patrocinador de diverses excavacions arqueològiques importants. Va tenir l'honor de ser el primer campió dels Jocs Olímpics moderns al llançament de disc i al llançament de pes.
Garrett va néixer en el sí d'una rica família de Maryland, propietària de la Robert Garrett and Sons, una banca d'inversió fundada pel seu besavi, també anomenat Robert Garrett, el 1819.
Va estudiar a la Universitat de Princeton, on va començar la seva trajectòria esportiva com a atleta. El 1896 va prendre part en els Jocs Olímpics d'Estiu d'Atenes, on va disputar quatre proves del programa d'atletisme. Guanyà la medalla d'or en les proves del llançament de disc i llançament de pes i la de plata en el salt d'alçada i salt de llargada. Quatre anys més tard, als Jocs de París, guanyà dues medalles de bronze, en la prova del llançament de pes i el triple salt aturat.
Més tard es va centrar en els negocis familiars i va tenir un gran interès en la història i l'arqueologia, tot convertint-se en un col·leccionista i un important filantrop. Ajudà a organitzar i finançar diverses expedicions arqueològiques a Síria i Antioquia. Va ser un gran col·leccionista de manuscrits medievals i renaixentistes que donà a la Universitat de Princeton el 1942. Durant molts anys va formar part de la junta directiva del Museu d'Art de Baltimore.